# 凡 (春秋)
凡（ぼん）は、西周から春秋時代の小型の諸侯国。爵位は伯爵。国君は姫姓。国都は現在の河南省新郷市輝県市の南西10キロメートルに位置する凡城。
始封の君は周公旦の子。秦によって滅亡した。